# Chiba Yusuke
Chiba Yūsuke (チバユウスケ), né le 10 juillet 1968 et décédé le 26 novembre 2023, est un musicien, chanteur et compositeur japonais. Il était l'un des grands noms de la scène rock japonaise, notamment connu pour avoir été le leader de Thee Michelle Gun Elephant et le leader de The Birthday. 
Chanteur, guitariste et parolier, il jouait également de l'harmonica et du piano. Sa voix rauque et ses textes au style inimitable sont sa marque de fabrique qu'il a apposée sur le garage rock puissant et énergique de chacun des groupes auxquels il a participé. Il a également chanté en invité avec de nombreux groupes, dont Tokyo Ska Paradise Orchestra, sur leur chanson Kanariya Naku Sora.
En avril 2023, il déclare être atteint d'un cancer  de l'œsophage. Il meurt le 26 novembre 2023.

## Thee Michelle Gun Elephant
Né en 1968 dans la préfecture de Kanazawa, Chiba vit sa première expérience musicale dans un groupe de punk rock qu'il crée dans son lycée. Diplômé d'économie à l'Université Meiji, il fonde Thee Michelle Gun Elephant en 1991 avec lequel en douze ans de carrière il va s'imposer comme une figure emblématique du rock nippon. Il est également connu des fans de Tokyo Ska Paradise Orchestra pour avoir fait un featuring sur une de leurs chansons.

## Projets annexes
Avant même la séparation de TMGE en 2003, Chiba a déjà tenté d'autres expériences. Il a notamment fondé en 2001 le groupe Rosso avec le bassiste de Blankey Jet City Terui Toshiyuki qu'il a également accompagné en 2003 sur son projet solo, Raven, qui a finalement évolué pour devenir un "Rosso deuxième période".
En 2005, avec la fin de Rosso, qui se fait déjà sentir même si elle ne sera officielle que l'année suivante, Chiba qui est un grand fan du Football Club Tokyo, s'offre une petite parenthèse et un petit plaisir. Il sort avec le groupe The Midwest Vikings un single d'encouragement pour son équipe favorite intitulé Vamos Tokyo !, qui comprend aussi en piste trois une reprise de l'hymne des supporters de Liverpool, You'll Never Walk Alone.

## The Birthday
En 2006, Chiba et Imai Akinobu, le guitariste de Rosso, forment le duo Midnight Bankrobbers et sortent un album, fuyu no Pinocchio le 19 avril 2006. C'est en fait l'ébauche du groupe actuel de Chiba. En effet, l'ancien batteur de Thee Michelle Gun Elephant Kuhara Kazuyuki et le bassiste Hirai Haruki rejoignent Chiba et Imai pour former le groupe The Birthday, qui a désormais à son actif trois albums et plusieurs EP et singles.